# Bottleneck
Bottleneck oziroma slide pomeni v dobesednem prevodu stekleničin vrat. Gre za tehniko igranja blues kitare, ki so jo najprej prakticirali temnopolti glasbeniki te zvrsti. Odrezali so grlo steklenice in si ga nataknili na prst leve roke. Na ta način so dobili drseč glisanda ton, saj se je steklo dotikalo strun, ni pa jih pritisnilo na prečke.
Kasneje so se začeli uporabljati drugi materiali, npr. kromirana kovina. Še dandanes pa so v rabi stekleni tulci, ki se tovarniško proizvajajo.